# Gruta da Mangabeira
A Gruta da Mangabeira, conhecida localmente por Gruta Sagrado Coração de Jesus, é uma caverna situada na Serra do Sincorá, no município brasileiro de Ituaçu, no estado da Bahia.
Possui cerca de cinco quilômetros e meio de extensão e seu acesso é restrito e incômodo. Apesar disso, a caverna é um importante ponto turístico por seu valor religioso e espeleológico. Encontra-se como estrutura histórica tombada pelo Instituto do Patrimônio Artístico e Cultural da Bahia (IPAC), órgão do governo do estado da Bahia.

## Etimologia
O termo mangabeira, atribuído ao povoado, deu-se em virtude da existência de grande quantidade de uma árvore da família da apocináceas. O fruto desta, a mangaba, era conhecida pelos índios que habitavam o local.

## História
A história da formação do povoado da gruta muitas vezes é confundido com a da povoação do Brejo Grande. Evidências indicam que a descoberta da caverna e a sacralização da mesma tenham contribuído significativamente para a formação do primeiro povoado. Porém, pesquisadores não descartam a influência de altíssimos fluxos de imigração em decorrência de secas que ocorreram na segunda metade de século XIX e nas décadas iniciais do século XX.
A origem do santuário do Sagrado Coração de Jesus, segundo a tradição local, está ligado ao mito do vaqueiro. Para Carlos Alberto Steil, "a presença reiterativa de vaqueiros e pastores nas histórias de origem dos santuários estaria evocando o mito do nascimento de Jesus e da adoração dos pastores." Para Couto e Mota (2004), o mito pastoral e cristológico indica "uma dimensão mais rural, agrária, popular, associada à ideia de que Deus está nos homens e mulheres simples, dos trabalhadores do campo."

### Literatura
O sítio é citado em inúmeras descrições registradas na literatura  local. Dentre elas, encontra-se A Gruta da Mangabeira, de autoria do advogado local Zilteman Wanderley (1957), na qual o autor relaciona as formações rochosas da gruta a elementos da mitologia grega e aspectos relacionados às tradições da  arquitetura religiosa romana. Durval Vieira de Aguiar, um viajante inspetor de destacamentos policiais, usa um raciocínio semelhante:
| “ | "O teto é naturalmente embelezado por estalactites pendentes, fingindo candelabros [...] com esta sublime arte que só a natureza emprega, altares, molduras de ricas talhas, púlpitos, arrendadas sanefas, balaustradas, arvoredos, folhagens e outras surpreendentes e deslumbrantes maravilhas, que a avermelhada luz dos archotes engrandece na razão da exaltação do pensamento diante do assombroso e monumental palácio das fadas dos contos da infância, edificado pelos séculos como obreiros, sob a direção da natureza como arquiteto [...]" | ” |
|   | — Durval Aguiar, Descrições práticas da Província da Bahia. |   |

Em um artigo publicado na Revista Brasileira de História das Religiões, Couto e Mota (2004) concluem que os autores buscam "valorizar" a natureza, mesmo sendo um local religioso.

## Descrição e localização
À distância de 3 quilômetros da cidade de Ituaçu, antiga vila do Brejo Grande, encontra-se a gruta da Mangabeira, situada em um extenso morro de formação calcária. É um prodígio da natureza!
Na entrada, a rocha apresenta uma saliência em forma de alpendre, e se desce em fraco declive até um magnífico salão com cerca de 30 metros de altura e 30 de largura. Continuando, entra-se num longo corredor, que vai ter a um segundo salão. Além destes, há mais quatro salões semelhantes, em tamanho e beleza, e muitos outros pequenos, todos eles unidos por corredores ou passagens até a outra extremidade, onde há uma abertura que dá saída depois de se percorrer uma distância de 9 a 10 quilômetros.
Parece ser em forma de ferradura a disposição de salões e galerias de ligação que constituem a gruta, sendo apenas de uma légua a distância, no exterior, da entrada à saída. Nota-se, a uns 50 metros, formando uma espécie de claraboia por onde penetra a luz solar. Aí, a luz, refletindo nos tetos e paredes e mostrando a beleza e alvura das pedras, produz um efeito maravilhoso. Pouco depois a claridade se vai extinguindo, e a escuridão se torna tenebrosa, não se podendo mais caminhar senão à luz de archotes. 
Uma vez acesos, o visitante subitamente dá um grito de assombrosa admiração, e fica extasiado diante do espetáculo, realmente grandioso, que o capricho da natureza lhe faz contemplar.

Gonçalo de Athayde Pereira, relato na Bahia Illustrada de 1918 (em domínio público).
A gruta da Mangabeira está situada na Serra do Sincorá, uma cordilheira que integra a Chapada Diamantina. Está localizada a 3,5 quilômetros do município de Ituaçu. Possui aproximadamente cinco quilômetros e meio de extensão e enorme conjunto de galerias de alturas variáveis, repletas de estalactites e estalagmites de diversas formas. Da grande galeria central partem inúmeras grutas subsidiárias, inacessíveis, já que é de todo impossível sua penetração em decorrência do emaranhado de estalactites formadas pela dissolução constante de carbonato de cálcio do terreno, pelas águas da chuva que se infiltram e pingam incessantemente no seu interior.
O salão principal do santuário é formado por dois altares: à direita, situa-se o altar principal, datado de 1911 e dedicado ao Sagrado Coração de Jesus, padroeiro do  santuário; à esquerda, fica o altar do Sagrado Coração de Maria. Pela direita, em direção ao interior, situa-se o segundo salão, onde existem  duas  clarabóias  naturais,  que,  segundo  a  tradição, "seria  por  onde  teriam caído  o cavalo e o vaqueiro." Um pedestal de argamassa foi erguido neste local e um cruzeiro alto com emblemas cristãos foi fincado em 1888.
O acesso aos principais locais exige do visitante disposição. O santuário da Mangabeira, por exemplo, é somente acessível por uma escadaria de 99 degraus. O visitante também precisa percorrer 3.230 metros de extensão da gruta; contudo, a maioria interrompe o percurso nos primeiros 1.780 metros, quando a iluminação artificial acaba.
Em matéria publicada em 1918, o natural da Chapada Gonçalo de Athayde (vide quadro ao lado) fez um extenso relato sobre a gruta, com algumas imprecisões acerca das dimensões, no qual expõe a sua admiração diante da beleza natural: "Nos salões, galerias, saletas e portais que o visitante percorre e atravessa, todas as abóbodas são recamadas de estalactites que apresentam as combinações mais fantásticas que se podem imaginar (...) Por toda parte se veem imitações de candelabros, vasos, ânforas, órgãos magníficos, realçando todos esse quadro muitas fingidas estátuas em diferentes atitudes sobre largos pedestais", concluindo: "o espetáculo é realmente mágico, verdadeiramente grandioso".

## Crenças religiosas e turismo

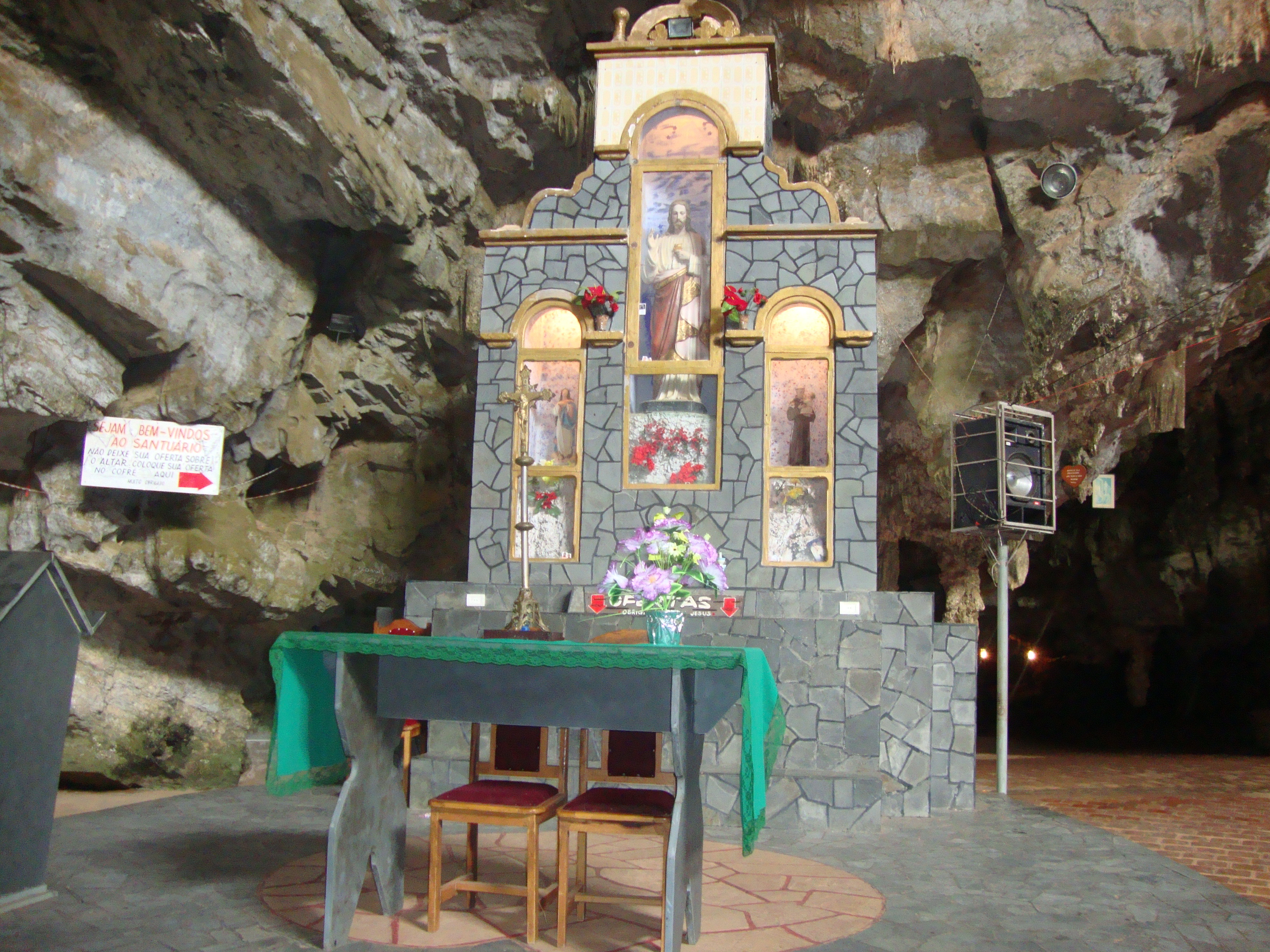
Altar no interior da gruta

O turismo intenso na gruta a fez ser classificada como uma das mais visitadas do Brasil. Contudo, o catolicismo na região adquiriu um contexto devocional, propiciando uma infinidade de práticas religiosas, como o culto aos santos. No cenário ituaçuense, as duas principais devoções são: Nossa Senhora do Alívio e o Sagrado Coração de Jesus.
De acordo com uma citação de Guimarães, a primeiro se refere ao milagre de cura do abade Francisco Xavier Leite Fragoas no século XVIII, em Portugal. No município baiano, surgiu no século XIX em agradecimento por um milagre alcançado por um português que passava pelo local. Já a segunda devocação, o Sagrado Coração de Jesus, tem influência do mito fundador que deu origem às romarias ao Santuário da Gruta da Mangabeira.